# Okba Ensaad
Okba Ensaâd , né le 12 mars 1993, est un joueur algérien de handball ,
Avec l'équipe nationale algérienne, il participe notamment au Championnat du monde 2021,
En club, il évolue alors au  CR Bordj Bou Arréridj

## Palmarès

### Enéquipe d'Algérie
Championnats du monde
- 22e au Championnat du monde 2021 ( Égypte)

'Championnats d'Afrique
- Médaille de bronze au Championnat d'Afrique  2020 ( Tunisie)